# Amt Linz (Kurköln)

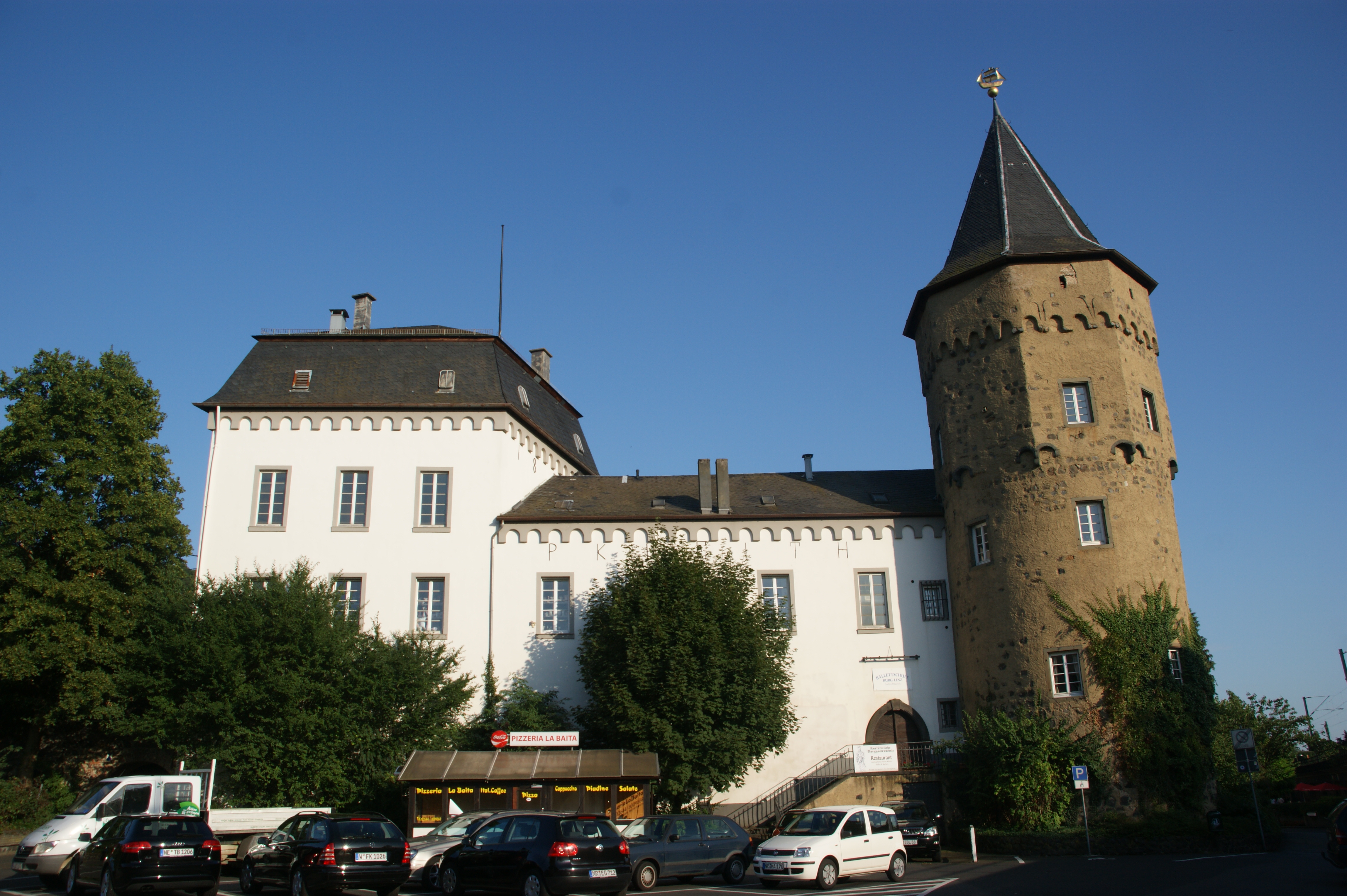
Die Kurfürstliche Burg Linz in Linz am Rhein

Das Amt Linz war eine Verwaltungseinheit und ein Gerichtsbezirk des Kurfürstentums Köln, die vom 15. bis zum Beginn des 19. Jahrhunderts bestanden. Um 1718 wurde das Amt Linz zum Oberamt erhoben. Der Hauptort des Amtes war in der Stadt Linz am Rhein, der Verwaltungssitz in der im 14. Jahrhundert errichteten kurfürstlichen Burg.

## Gliederung
Zum Amt Linz gehörten folgende Gerichte und kurkölnische Unterherrschaften (ohne Unterämter):
| Gericht/Herrschaft            | Ortschaften | Zugehörigkeit zum Amt Linz |
| ----------------------------- | --- | -------------------------- |
| Stadtgericht Linz:453         | Ariendorf (rechts des Baches), Ginsterhahn, Grendel (1700), Hargarten, Hesseln, Hilkerscheid, Krumscheid, Leubsdorf, Linz, Linzhausen, Niedererl, Noll, Notscheid, Oberkasbach, Ockenfels, Ohlenberg, Obererl, Rodenbruch (1335) | von Beginn an              |
| Stadtgericht Unkel:477/478    | Berg (→1620), Rheinbreitbach, Scheuren, Unkel | von Beginn an              |
| Herrschaft Dattenberg:423/424 | Alsauer Hütte, Dattenberg, Hof Heeg, Hof Ronig, Wallen | seit 1418                  |

Nach der Erhebung des Amtes Linz zum Oberamt um 1718 umfasste dieses auch das Verwaltungsgebiet des Amtes Altenwied (mit der Herrschaft Burglahr) und der Herrschaft Schönstein sowie nach 1740 das des Amtes Neuerburg.:396 Das Gericht Erpel wird zwar auch als Teil des Amtes Linz aufgeführt, unterstand aber nach 1493 immer der Gerichtsbarkeit des Kölner Domkapitels.:431/432

## Geschichte
Das Verwaltungsgebiet des Amtes Linz war in der zweiten Hälfte des 13. Jahrhunderts in die Landeshoheit des Kölner Erzbischofs gefallen.:240 Es war mindestens bis 1403 Teil des Amtes Altenwied:139 und entstand bis Mitte des 15. Jahrhunderts durch Ausgliederung aus diesem Amt. Ein erster Amtmann zu Linz wird 1456 erwähnt, auch Beamte des Amtes Altenwied (darunter 1491 ein Rentmeister) waren in Linz ansässig.:396 Im Laufe des 17. Jahrhunderts verfestigte sich diese Personalunion zwischen beiden Ämtern, 1705 war der Sitz des Amtes Altenwied bereits nach Linz verlegt worden. Das Amt Linz wurde spätestens 1718 zum Oberamt erhoben, als mit Ferdinand von Breidbach-Bürresheim ein erster Oberamtmann erscheint.:511
1803 wurde das Amt Linz aufgrund des Reichsdeputationshauptschlusses an das Fürstentum Nassau-Usingen abgetreten und bildete, erweitert um die Lahrer Herrlichkeit, nach der Errichtung des Rheinbundes ab 1806 das nassauische Amt Linz.